# 1943 Anteros
1943 Anteros је Амор астероид. Приближан пречник астероида је 2,3 km,
а средња удаљеност астероида од Сунца износи 1,430 астрономских јединица (АЈ).
Инклинација (нагиб) орбите у односу на раван еклиптике је 8,704 степени, а орбитални период износи 624,661 дана (1,710 годину). Ексцентрицитет орбите астероида износи 0,255.
Апсолутна магнитуда астероида износи 15,75 а геометријски албедо 0,17.
Астероид је откривен 13. марта 1973. године.